# Réaux-sur-Trèfle
Réaux-sur-Trèfle è un comune francese del dipartimento della Charente Marittima nella regione dell'Aquitania-Limosino-Poitou-Charentes.
È stato creato il 1º gennaio 2016 dalla fusione dei preesistenti comuni di Réaux, Saint-Maurice-de-Tavernole e Moings.
Il capoluogo è la località di Réaux.